# Banca del Gottardo
La Banca del Gottardo è stato un istituto bancario svizzero con sede a Lugano che per poco più di 50 anni, fino alla sua chiusura nel 2008, ha offerto servizi di private banking.

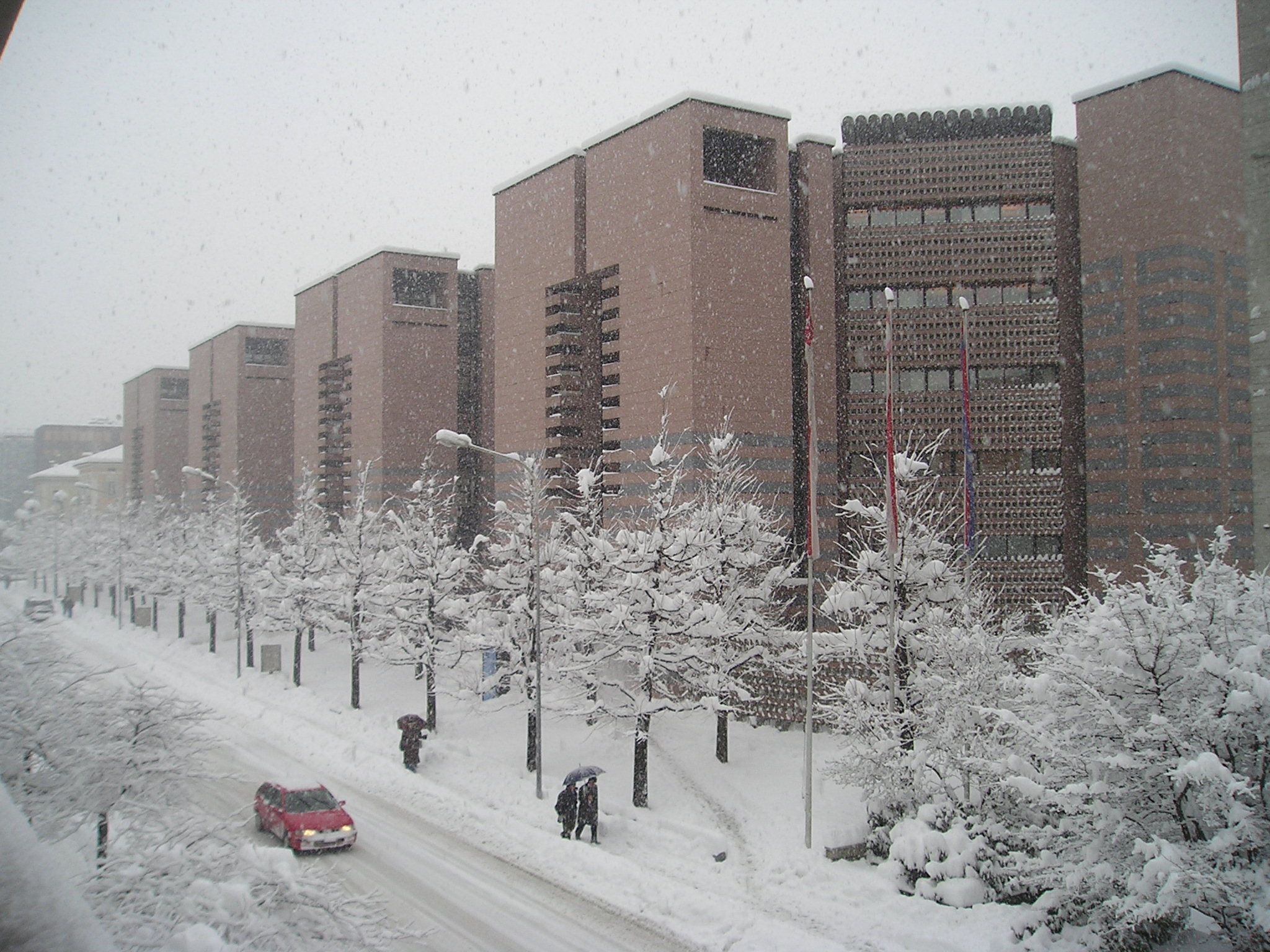
L'edificio di Mario Botta

## Storia
La Banca del Gottardo venne fondata a Lugano nel 1957 con un capitale sociale di due milioni di franchi svizzeri. Primo presidente fu A. Gansser Burckhardt. In questi anni le banche ticinesi operavano massicciamente come "cassaforte" dei risparmiatori italiani. Negli anni settanta la banca fu acquisita dal Banco Ambrosiano di Roberto Calvi, diventando così il perno del sistema di istituti di credito "off-shore" del finanziere milanese.
Dopo il crac del Banco Ambrosiano l'istituto luganese fu messo in vendita e fu acquisito dal colosso creditizio giapponese Sumitomo Ginkō. A partire dalla caduta dell'Unione Sovietica, la Banca del Gottardo attrasse soprattutto la clientela dei nuovi ricchi russi. Negli anni ottanta fu realizzata l'imponente sede di Lugano, opera dell'architetto Mario Botta. Nel 1999 la banca ticinese venne rilevata dalla compagnia assicuratrice Rentenanstalt (ora Swiss Life), mentre nel 2008 fu ceduta alla Banca della Svizzera Italiana, che procedette ad incorporarla.